# Jasenovac (Croàcia)
|  | Per a altres significats, vegeu «Jasenovac». |

Jasenovac és un municipi de Croàcia que es troba al comtat de Sisak-Moslavina.